# باشگاه فوتبال فایلد
باشگاه فوتبال فایلد (به انگلیسی: Association Football Club Fylde) یک باشگاه فوتبال در شهر وارتون، فایلد، کشور انگلستان است که در سال ۱۹۸۸ میلادی تأسیس شده‌است.